# Isla Rasa (Malvinas)
La isla Rasa (en inglés: Pebble Islet) forma parte del archipiélago de las Malvinas, que según la Organización de las Naciones Unidas (ONU), está en litigio de soberanía entre el Reino Unido, quien la administra como parte del territorio británico de ultramar de las Malvinas, y la Argentina, quien reclama su devolución, y la integra en el departamento Islas del Atlántico Sur de la provincia de Tierra del Fuego, Antártida e Islas del Atlántico Sur. 
Esta isla se encuentra al norte de la Isla Gran Malvina y al oeste de la isla de Borbón, separadas por un pequeño canal, en la costa norte de la bahía de la Cruzada. Se ubica también al sudeste de la isla Gobierno y al noroeste de la isla Vigía y del islote Pequeño Vigía.
Por su nombre similar, no se debe confundir con las islas Rasa del Oeste y Rasa del Este de este archipiélago, que forman parte del grupo de las islas Los Salvajes.